# Kulturhuset Fyren

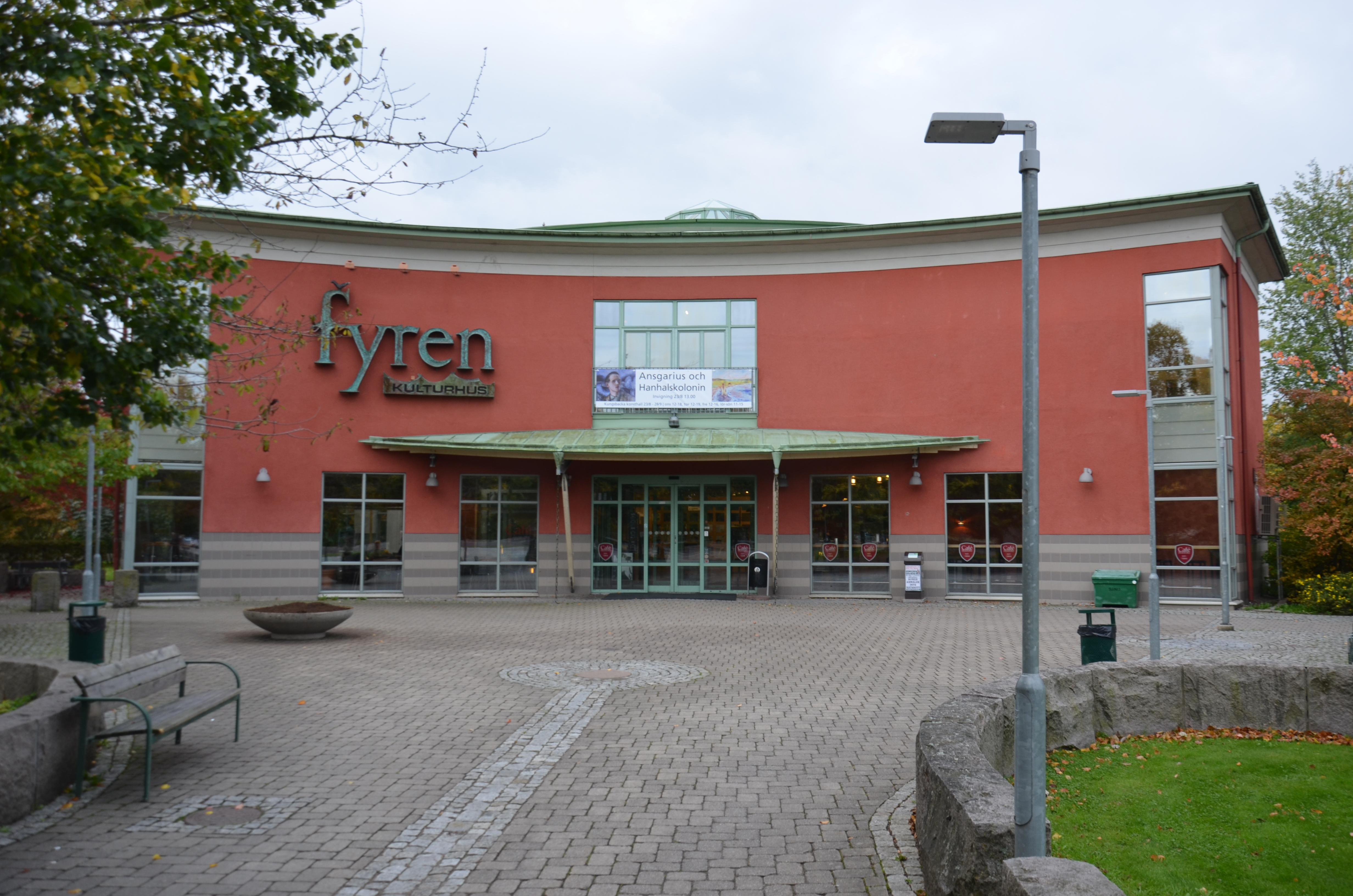
Kulturhuset Fyren, entrén

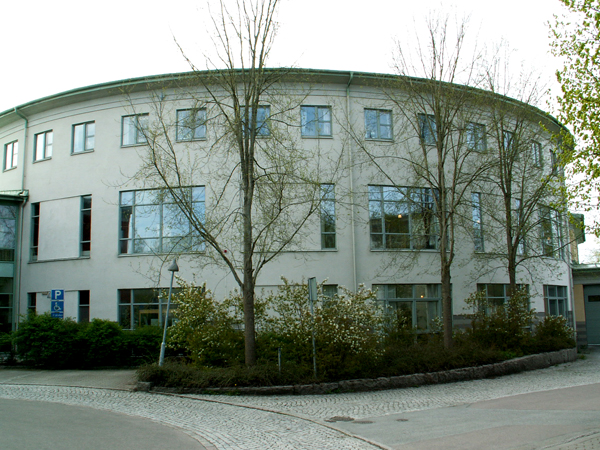
Kulturhuset Fyren

Kulturhuset Fyren i Kungsbacka invigdes i mars 1994. Huset, som är runt som en fyr, är på 5 600 m² och har ljust putsade fasader i vitt och gult med en röd utskjutande entrébyggnad. Kulturhuset Fyren ligger vid Kungsbackaån, mellan innerstaden och Kungsmässan. 
Kulturhuset innehåller bibliotek, kulturskola, konsthall, turistbyrå, Mötesplats Fyren och café. Det stora öppna torget i biblioteket, med rymd högt upp till taket, är husets hjärta och centrum.

## Bildgalleri från skulpturparken vid Fyren

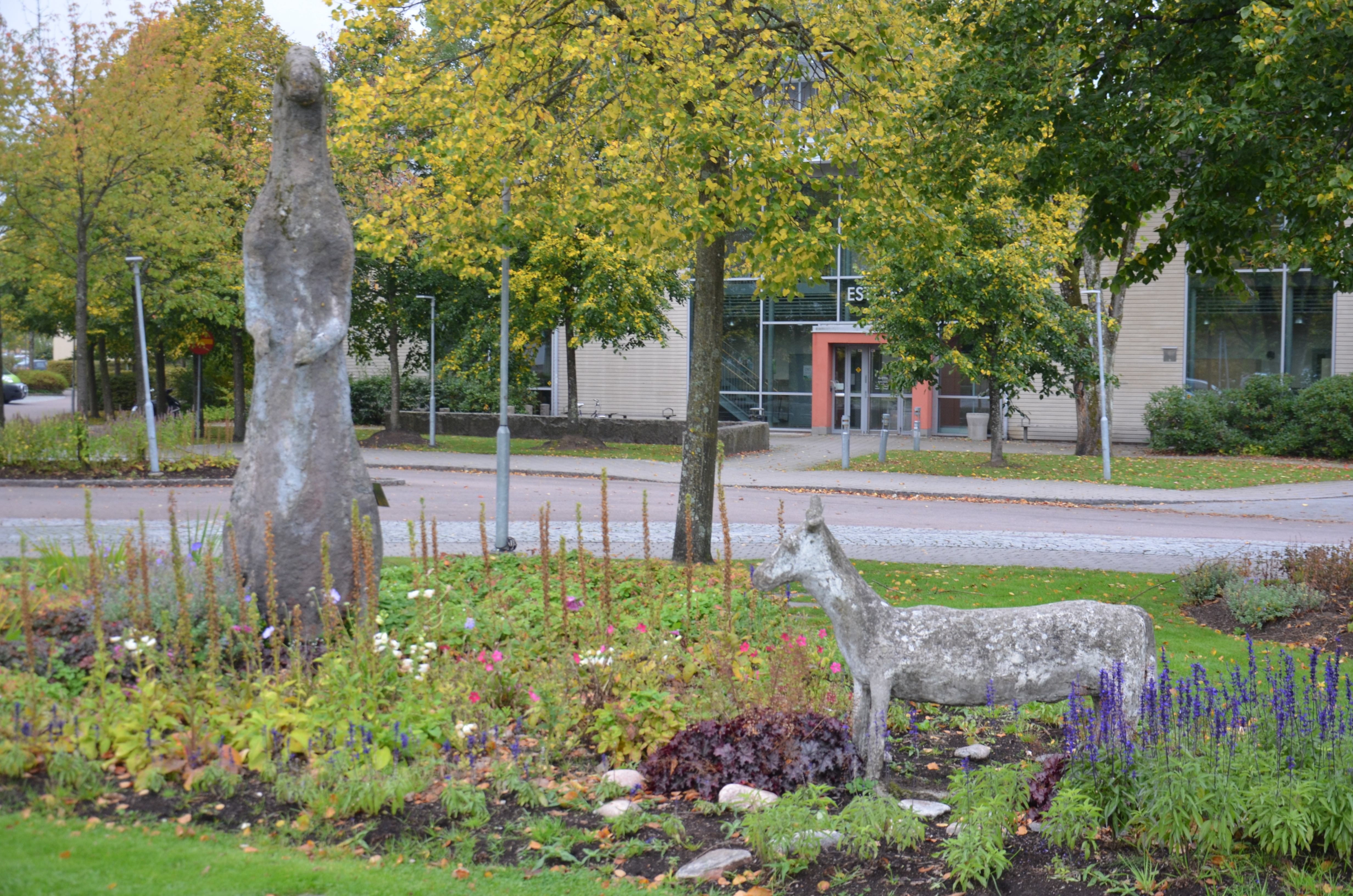
Köttätande dinosaurie och Geten (Gasellen) av Kjell Lundberg
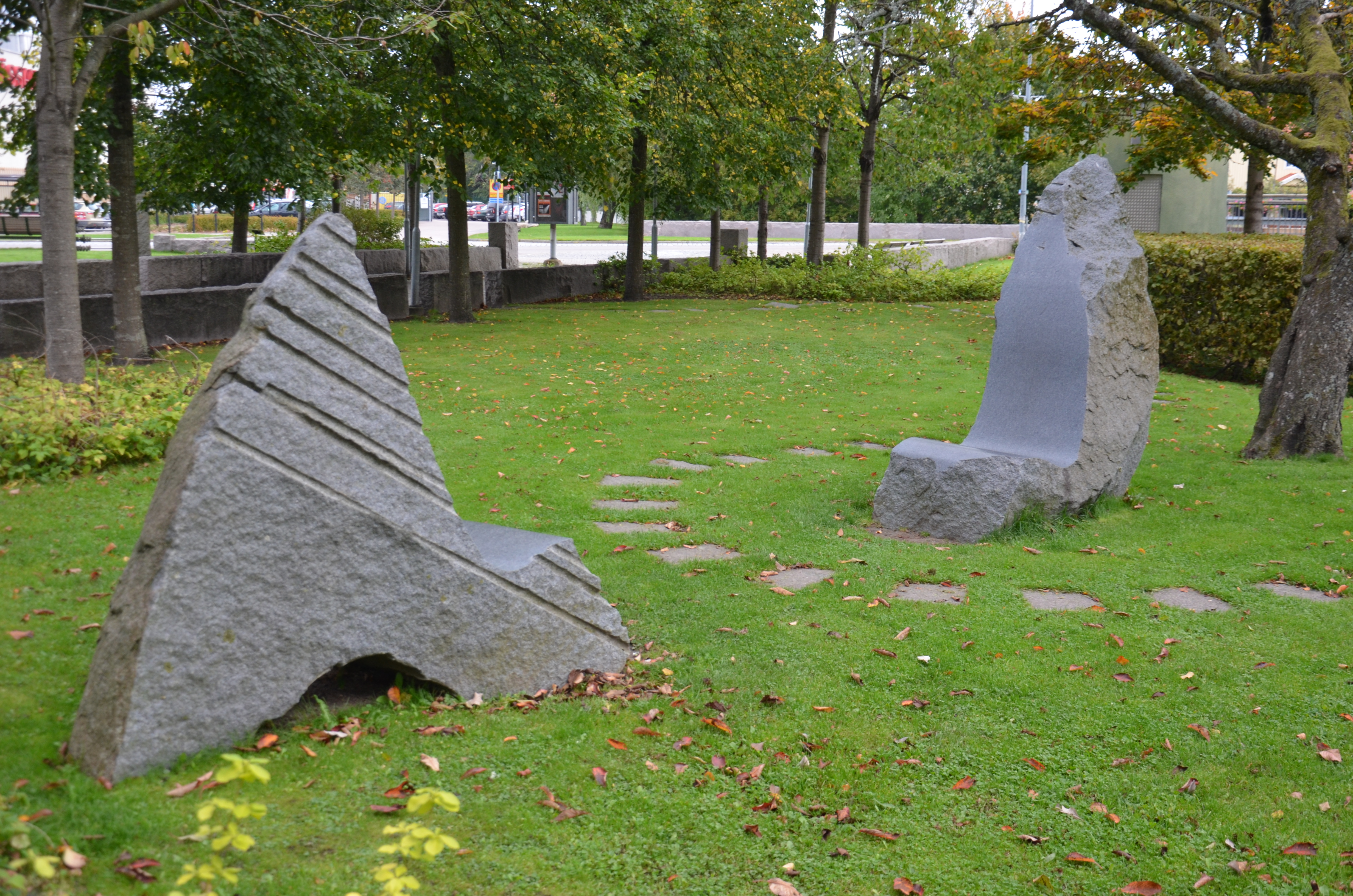
Två stolar av Eric Theret
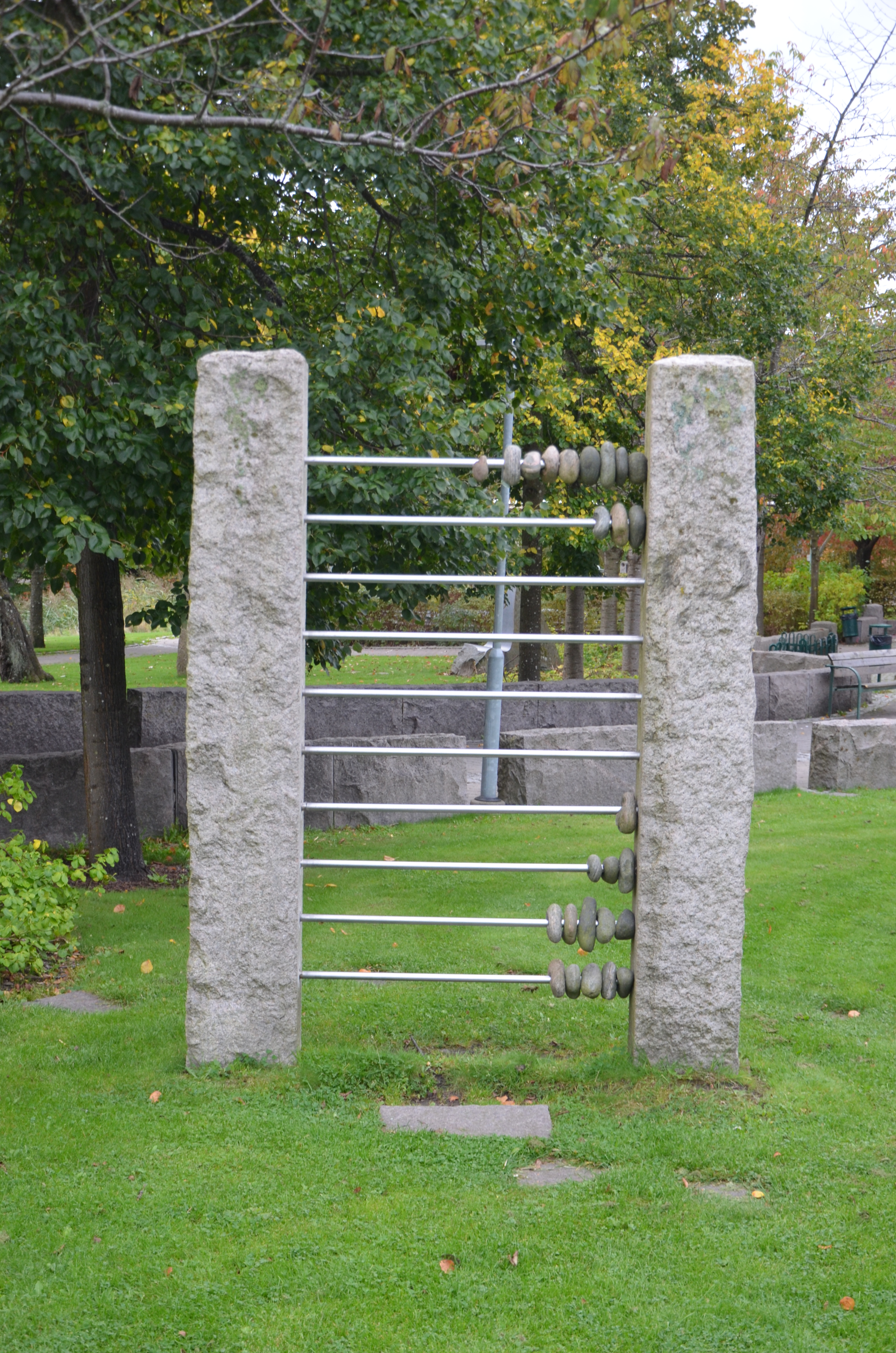
Kulram av Kenneth Andersson
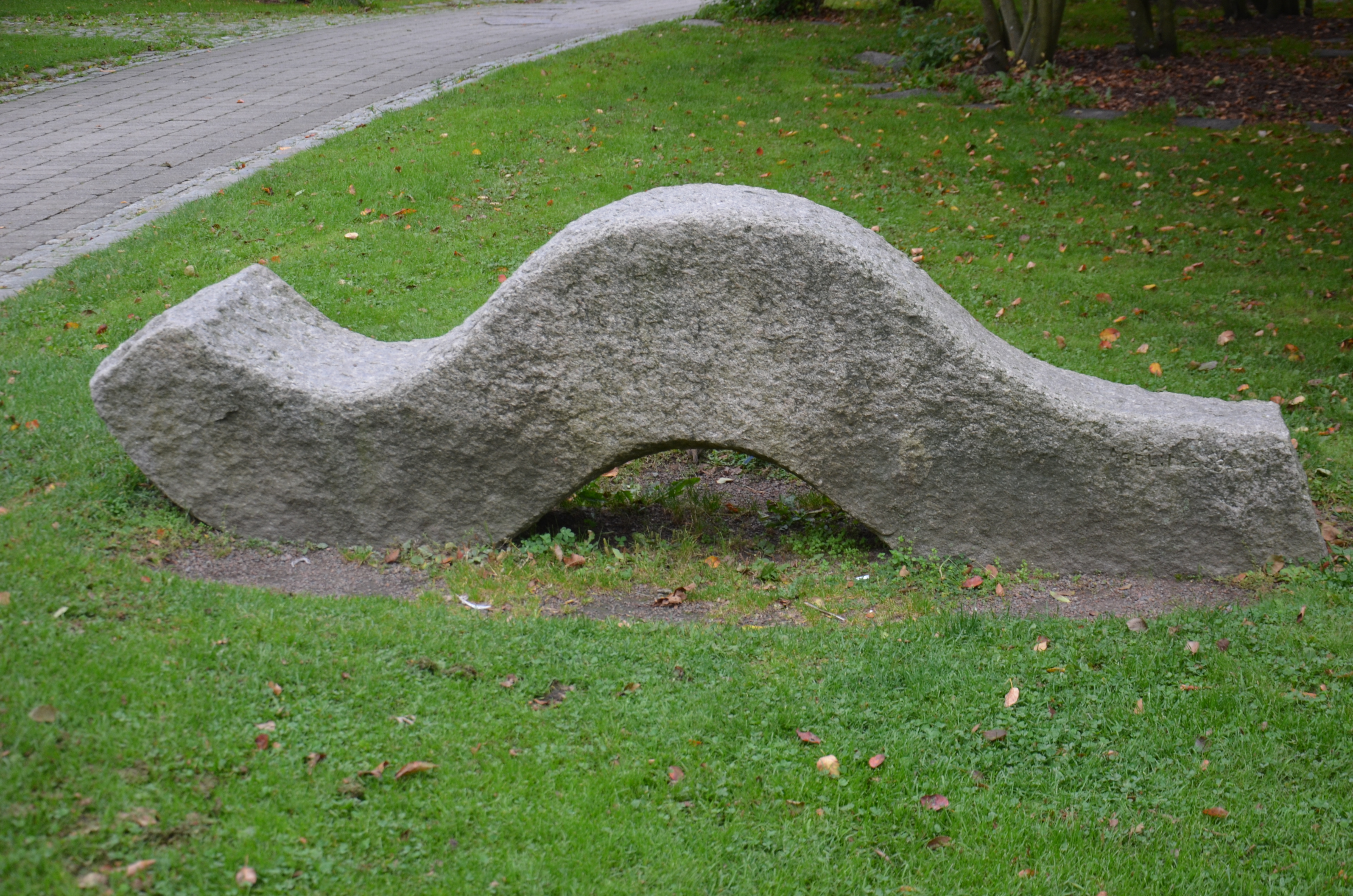
Mätaren av Per Agelii